# Guy Huyghens
Guy Huyghens (Elsene, 16 februari 1933) is een Belgisch voormalig hockeyer.

## Levensloop
Huyghens was actief bij La Rasante.
Daarnaast maakte hij deel uit van het Belgisch hockeyteam. Met de nationale ploeg nam hij onder meer deel aan de Olympische Zomerspelen van 1960. Ook maakte hij deel uit van de nationale equipe die in 1959 werd bekroond met de 'Nationale trofee voor sportverdienste'.